# Лисаков Іван Тимофійович
Іван Тимофійович Лисаков (25 липня 1917, село Пурдівка, тепер Новоайдарського району Луганської області — ?) — український радянський діяч, залізничник, машиніст паровозного (локомотивного) депо залізничної станції Миколаїв Миколаївської області. Депутат Верховної Ради УРСР 6—7-го скликань.

## Біографія
Батьки рано померли. У дитячі роки проживав на станції Дебальцеве на Донбасі. Закінчив шість класів школи.
Трудову діяльність розпочав вагонним слюсарем у депо станції Дебельцеве Сталінської області.
З 1941 року служив у Червоній армії, учасник німецько-радянської війни.
З 1945 року — кочегар, помічник машиніста паровозного депо станції Миколаїв Миколаївської області. Закінчив сьомий клас вечірньої школи і курси машиністів паровозів. 
З 1947 року — машиніст паровозного депо, машиніст тепловоза локомотивного депо залізничної станції Миколаїв Миколаївської області. Був майстром водіння великовагових поїздів.
Потім — на пенсії у місті Миколаєві Миколаївської області.

## Нагороди
- орден Вітчизняної війни І ст. (23.12.1985)
- ордени
- медалі